# Dystactotylos aletes
Dystactotylos aletes är en klomaskart som beskrevs av Reid 1996. Dystactotylos aletes ingår i släktet Dystactotylos och familjen Peripatopsidae. Inga underarter finns listade i Catalogue of Life.